# Branchinecta dissimilis
Branchinecta dissimilis är en kräftdjursart som beskrevs av Lynch 1972. Branchinecta dissimilis ingår i släktet Branchinecta och familjen Branchinectidae. Inga underarter finns listade.